# 해변밭쥐
해변밭쥐 또는 머스케겟밭쥐(Microtus breweri)는 밭쥐속에 속하는 설치류의 일종이다. 미국에서만 발견되고, 자연 서식지는 온대 초원이다. 매사추세츠주 낸터킷과 마서스비니어드 사이의 머스케겟 섬이 해변밭쥐의 유일한 서식지로 알려져 있다. 머스케겟밭쥐가 별도의 종인지 아메리카밭쥐(M. pennsylvanicus)의 아종인지 여부는 의문으로 남아 있다.

## 분포
해변밭쥐는 미국 매사추세츠주 낸터킷 서부 연안이 머스케겟 섬에서만 발견된다. 그러나 머스케겟 섬 역사를 통틀어서는 머스케겟 섬의 일부로 간주되는 사우스 포인트 근처와 아담스 섬에서도 서식한 것으로 추정된다. 또한 섬은 지난 약 200년 동안 침식과 조석 때문에 모양과 크기, 위치의 변화 과정과 함께 약 305m 정도 동쪽으로 이동했다.

## 서식지 및 먹이
라디칸스옻나무(Toxicodendron radicans)와 해안풀(Ammophilia breviligulata)이 자라는 넓은 서식지에서 주로 발견된다. 머스케겟 섬의 모래사막과 해수 소택지, 일부 민물 지역에서도 발견된다. 모래알이 굵고 푸석푸석한 모래뿐만 아니라 은신처 아래 또는 근처의 무른 땅에서도 굴을 파고 서식한다. 해안가 풀 줄기와 잎, 씨앗 그리고 곤충 성체와 애벌레를 먹는다. 포식자는 고양이과 동물과 짧은귀올빼미, 잿빛개구리매, 가터뱀 등이다. 서식 범위 면적은 보통 4000 평방미터 이하이다.

## 번식 및 습성
새끼는 땅 아래 굴 속 둥지 또는 부스러기 조각 아래, 미역취(Solidago) 밑에서 태어난다. 아메리카밭쥐(Microtus pennsylvanicus)보다 크다. 큰 크기와 더 늦게 성숙해지는 것, 수컷이 많은 성비, 낮은 번식률 등과 같은 많은 K-선택종의 특징을 보여준다. 성체는 봄부터 가을까지 번식을 할 수 있으며 임신 기간은 약 한 달 동안 지속된다. 매년 암컷 개체는 여러번 3~5마리씩 새끼를 낳지만 대부분은 1년 미만 동안 산다. 해변밭쥐는 해안가 풀밭 위 또는 아래에 이동 통로를 만드는 습성을 갖고 있다. 풀이 없는 곳에 이동 통로가 있을 수도 있다. 겨울에는 추운 날씨 때문에 이동 통로는 보통 굴이 된다.